# Arquebisbat de Guadalajara
L'Arxidiòcesi de Guadalajara (castellà: Archidiócesis de Guadalajara; llatí: Archidioecesis Guadalaiarensis) és una seu de l'Església Catòlica a Mèxic, que pertany a la regió eclesiàstica Occident. El 2006 tenia 6.164.000 batejats sobre una població de 6.773.000 habitants. Actualment està regida per l'arquebisbe cardenal José Francisco Robles Ortega.

## Territori
L'arxidiòcesi comprèn part de l'estat mexicà de Jalisco.
La seu arxiepiscopal és la ciutat de Guadalajara, on es troba la catedral de l'Assumpció de Maria.
El territori s'estén sobre 20.827 km² i està dividit en 419 parròquies.

### Província eclesiàstica
La província eclesiàstica de Guadalajara, instituïda el 1863, comprèn les següents diòcesis sufragànies:
- Bisbat d'Aguascalientes,
- Bisbat d'Autlán,
- Bisbat de Ciudad Guzmán,
- Bisbat de Colima,
- Prelatura territorial de Jesús María,
- Bisbat de San Juan de los Lagos,
- Bisbat de Tepic.

## Història
La diòcesi de Guadalajara va ser erigida el 13 de juliol de 1548, a partir de territori de la diòcesi de Michoacán (avui l'arquebisbat de Morelia).
El 28 de setembre de 1620 cedí part del seu territori per tal que s'erigís la diòcesi de Durango (actualment arxidiòcesi).
El 26 de gener de 1863 cedí una nova porció de territori en favor de l'erecció del bisbat de Zacatecas, sent paral·lelament elevada al rang d'arxidiòcesi metropolitana.
A continuació cedí noves porcions de territori per tal que s'erigissin nous bisbats:
- l'11 de desembre de 1881 per tal que s'erigís el bisbat de Colima;
- el 23 de juny de 1891 per tal que s'erigís el bisbat de Tepic;
- el 27 d'agost de 1899 per tal que s'erigís el bisbat d'Aguascalientes;
- el 28 de gener de 1961 per tal que s'erigís el bisbat d'Autlán;
- el 25 de març de 1972 per tal que s'erigissin els bisbats de Ciudad Guzmán i de San Juan de los Lagos.

El 24 de maig de 1993 va ser assassinat l'arquebisbe cardenal Juan Jesús Posadas Ocampo, a l'aparcament del Guadalajara International Airport: el seu automòbil va ser acribillat amb 14 trets. Posteriorment es descobrí que la mort del cardenal havia estat ordenada per Juan Francisco Murillo Díaz anomenat "El Güero Jaibo" i Édgar Nicolás Villegas "El Negro", pertanyents al Càrtel de Tijuana, els quals haurien ordenat l'assassinat del cardenal per la seva lluita continuada contra el narcotràfic. Posadas Ocampo va ser inclòs pel Papa Joan Pau II a la llarga llista dels màrtirs del segle xx.

## Cronologia episcopal
- Pedro Gómez Malaver (Maraver) † (13 de juliol de 1548 - 28 de desembre de 1551 mort)
- Pedro de Ayala, O.F.M. † (18 de desembre de 1561 - 19 de setembre de 1569 mort)
- Francisco Gómez de Mendiola y Solórzano † (19 d'abril de 1574 - 23 d'abril de 1576 mort)
- Domingo de Alzola. O.P. † (6 de juliol de 1582 - 11 de febrer de 1590 mort)
- Pedro Suárez de Escobar, O.S.A. † (1591 - ?)
- Francisco Santos García de Ontiveros y Martínez † (22 de maig de 1592 - 28 de juny de 1596 mort)
- Alfonso de la Mota y Escobar † (11 de març de 1598 - 12 de febrer de 1607 nomenat bisbe de Tlaxcala)
- Juan de Valle y Arredondo, O.S.B. † (19 de març de 1606 - 1617 renuncià)
- Francisco de Rivera y Pareja, O. de M. † (29 de gener de 1618 - 17 de setembre de 1629 nomenat bisbe de Michoacán)
- Leonel de Cervantes y Caravajal † (17 de desembre de 1629 - 18 de febrer de 1636 nomenat bisbe d'Antequera)
- Juan Sánchez Duque de Estrada † (21 de juliol de 1636 - 12 de novembre de 1641 nomenat bisbe de Trujillo)
- Juan Ruiz de Colmenero † (25 de juny de 1646 - 28 de setembre de 1663 mort)
- Francisco Verdín y Molina † (6 de juliol de 1665 - 27 de novembre de 1673 nomenat bisbe de Michoacán)
- Manuel Fernández de Santa Cruz y Sahagún † (19 de febrer de 1674 - 2 de juny de 1676 nomenat bisbe de Tlaxcala)
- Juan de Santiago y León Garabito † (13 de setembre de 1677 - 11 de juliol de 1694 mort)
- Felipe Galindo Chávez y Pineda, O.P. † (30 de maig de 1695 - 7 de març de 1702 mort)
- Diego Camacho y Ávila † (14 de gener de 1704 - 19 d'octubre de 1712 mort)
- Manuel de Mimbela y Morlans, O.F.M. † (26 de febrer de 1714 - 4 de maig de 1721 mort)
- Pedro de Tapiz y García † (16 d'abril de 1722 - ?)
- Juan Bautista Álvarez de Toledo, O.F.M. † (2 de juliol de 1723 - 1725 renuncià)
- Nicolás Carlos Gómez de Cervantes y Velázquez de la Cadena † (20 de febrer de 1726 - 6 de novembre de 1734 mort)
- Juan Leandro Gómez de Parada Valdez y Mendoza † (2 de desembre de 1735 insediato - 14 de gener de 1751 mort)
- Francisco de San Buenaventura Martínez de Tejada y Díez de Velasco, O.F.M. † (20 de desembre de 1751 - 20 de desembre de 1760 mort)
- Diego Rodríguez de Rivas y Velasco † (29 de març de 1762 - 11 de desembre de 1770 mort)
- Antonio Alcalde y Barriga, O.P. † (19 d'agost de 1771 - 7 d'agost de 1792 mort)
- Esteban Lorenzo de Tristán y Esmenota † (19 d'abril de 1793 - 10 de desembre de 1794 mort)
- Juan Cruz Ruiz de Cabañas y Crespo † (18 de desembre de 1795 - 28 de novembre de 1824 mort)
- José Miguel Gordoa y Barrios † (28 de febrer de 1831[1] - 12 de juliol de 1832 mort)
- Diego de Aranda y Carpinteiro † (11 de juliol de 1836 - 17 de març de 1853 mort)
- Pedro Espinosa y Dávalos † (12 de setembre de 1853 - 12 de novembre de 1866 mort)
- Pedro José de Jesús Loza y Pardavé † (22 de juny de 1868 - 15 de novembre de 1898 mort)
- Jacinto López y Romo † (14 de desembre de 1899 - 31 de desembre de 1900 mort)
- José de Jesús Ortíz y Rodríguez † (16 de setembre de 1901 - 19 de juny de 1912 mort)
- José Francisco Orozco y Jiménez † (2 de desembre de 1912 - 18 de febrer de 1936 mort)
- José Garibi y Rivera † (18 de febrer de 1936 succeduto - 1 de març de 1969 jubilat)
- José Salazar López † (21 de febrer de 1970 - 15 de maig de 1987 jubilat)
- Juan Jesús Posadas Ocampo † (15 de maig de 1987 - 24 de maig de 1993 mort)
- Juan Sandoval Íñiguez (21 d'abril de 1994 - 7 de desembre de 2011 jubilat)
- José Francisco Robles Ortega, dal 7 de desembre de 2011

## Persones relacionades amb la diòcesi
- Sant Cristóbal Magallanes Jara i 23 companys († 1916-37), laics i sacerdots de la diòcesi, màrtirs de les persecucions durant la revolució mexicana;
- Santa Maria Guadalupe Garcia Zavala (1878-1963), religiosa nascuda i morta a la diòcesi, fundadora de les Serventes de Santa Margarida Maria i dels Pobres;
- Sant José María Robles Hurtado (1888-1927), sacerdot de la diòcesi i màrtir, fundador de les Suore del Cuore di Gesù Sacramentato;
- Santa María Venegas de la Torre (1868-1959), religiosa nascuda i morta a la diòcesi, fundadora de les Figlie del Sacro Cuore di Gesù;
- Beata Dorotea Chávez Orozco (1867-1949), religiosa que va viure i morta a la diòcesi, fundadora de les Serve della Santissima Trinità e dei Poveri;
- Venerabile Librada Orozco Santa Cruz (1883-1926), religiosa nascuda i morta a la diòcesi, fundadora de les Francescane di Nostra Signora del Rifugio;
- Venerabile María Luisa de la Peña (1866-1937), religiosa nascuda i morta a la diòcesi, fundadora de les Carmelitane del Sacro Cuore;
- José María Cázares Martínez (1832-1909), morto a Guadalajara, vescovo, fondatore delle Suore dei Poveri, Serve del Sacro Cuore di Gesù;
- Silviano Carrillo Cárdenas (1861-1921), sacerdote diocesano, fondatore delle Serve di Gesù Sacramentato;
- María Regina Sánchez Muñóz (1895-1967), nata a Guadalajara, fundadora de les Missionarie e dei Missionari del Sacro Cuore e Santa Maria di Guadalupe.

## Estadístiques
A finals del 2006, l'arxidiòcesi tenia 6.164.000 batejats sobre una població de 6.773.000 persones, equivalent al 91,0% del total.
| any  | població  | població  | població | sacerdots | sacerdots | sacerdots | sacerdots | diàques | religiosos | religiosos | parroquies |
| ---- | --------- | --------- | -------- | --------- | --------- | --------- | --------- | ------- | ---------- | ---------- | ---------- |
| 1950 | 1.390.000 | 1.410.000 | 98,6     | 696       | 630       | 66        | 1.997     |         | 196        | 1.507      | 128        |
| 1966 | 2.100.000 | 2.150.000 | 97,7     | 917       | 755       | 162       | 2.290     |         | 336        | 2.415      | 141        |
| 1970 | ?         | 2.591.228 | ?        | 961       | 741       | 220       | ?         |         | 430        | 2.500      | 161        |
| 1976 | 2.235.000 | 2.350.000 | 95,1     | 851       | 622       | 229       | 2.626     |         | 414        | 2.442      | 169        |
| 1980 | 2.442.000 | 2.599.000 | 94,0     | 922       | 672       | 250       | 2.648     |         | 460        | 2.820      | 202        |
| 1990 | 4.176.000 | 4.396.000 | 95,0     | 837       | 747       | 90        | 4.989     | 1       | 284        | 2.358      | 253        |
| 1999 | 5.700.000 | 6.000.000 | 95,0     | 1.332     | 906       | 426       | 4.279     | 2       | 970        | 3.282      | 344        |
| 2000 | 5.890.000 | 6.200.000 | 95,0     | 1.343     | 917       | 426       | 4.385     | 2       | 1.022      | 3.365      | 358        |
| 2001 | 5.733.000 | 6.300.000 | 91,0     | 1.210     | 924       | 286       | 4.738     | 2       | 783        | 3.633      | 365        |
| 2002 | 5.715.000 | 6.300.000 | 90,7     | 1.270     | 982       | 288       | 4.500     | 2       | 832        | 3.387      | 385        |
| 2003 | 5.915.000 | 6.500.000 | 91,0     | 1.341     | 993       | 348       | 4.410     | 1       | 844        | 2.893      | 393        |
| 2004 | 6.011.044 | 6.600.000 | 91,1     | 1.354     | 1.007     | 347       | 4.439     | 4       | 997        | 3.189      | 399        |
| 2006 | 6.164.000 | 6.773.000 | 91,0     | 1.327     | 992       | 335       | 4.645     | 3       | 851        | 2.948      | 419        |